# ICCROM
ІККРОМ (ICCROM) — це Міжнародний центр з вивчення питань збереження і реставрації культурних цінностей, до якого Україна приєдналася у 2016 році. Членство в ІККРОМ надає країнам-членам доступ до міжнародних програм, навчання, обміну досвідом та технічної підтримки у сфері збереження культурної спадщини.

## Історія приєднання України
Україна офіційно стала членом Міжнародного центру вивчення питань збереження та реставрації культурних цінностей (ІККРОМ) 15 січня 2016 року. На офіційному сайті ІККРОМ зазначено, що з приєднанням України кількість держав-членів зросла до 135. Вступ було ініційовано для зміцнення міжнародного співробітництва у сфері охорони культурної спадщини та впровадження найкращих практик консервації пам’яток.
Процес вступу України до ICCROM розпочався 7 жовтня 2015 року, Верховна Рада ухвалила Закон “Про приєднання України до Міжнародного центру вивчення питань збереження та відновлення культурних цінностей” (реєстр. №0061 від 11.09.2015 року), за який проголосувало 258 депутатів. Позитивне рішення щодо членства України дає нам у першу чергу доступ до новітніх технологій реставраційної справи, які вже застосовуються в світі. Приєднання України до Міжнародного вивчення питань збереження та відновлення культурних цінностей (ІККРОМ) передбачено Планом заходів з імплементації Угоди про асоціацію між Україною та Європейським Союзом, затвердженого розпорядженням Кабінету Міністрів України від 17.09.2014 № 847-р. Міжнародний центр досліджень у галузі консервації та реставрації культурних цінностей (ІККРОМ) було утворено в 1956 p. Він займається збиранням, вивченням і розповсюдженням документації, координацією досліджень, сприяє в підготовці фахівців, надає допомогу та рекомендації з питань охорони і реставрації культурних цінностей.
У  2016 році було проведено конкурс на посаду національного координатора ІККРОМ в Україні, який представлятиме країну на Генеральній асамблеї цієї міжнародної організації. В результаті цього конкурсу  національним координатором було обрано Антонюка Анатолія Євдокимовича, заступника начальника наукового відділу координації проектних робіт та архітектурних досліджень Національного Києво-Печерського історико-культурного заповідника. Це рішення було частиною створення національної системи ІККРОМ в Україні для координації діяльності в сфері збереження культурної спадщини та співпраці з ІККРОМ на міжнародному рівні.

## Склад  Нацвиконкому ІККРОМ в Україні
З метою вдосконалення роботи Національного виконавчого комітету Міжнародного центру вивчення питань збереження та відновлення культурних цінностей Наказом № 510 від 22.07.2024 р. Міністерства культури та стратегічних комунікацій України  сформовано Склад Нацвиконкому ІККРОМ. 
Антонюк Анатолій Євдокимович (Заступник начальника наукового відділу аналізу проектних робіт, координації наукових архітектурних досліджень, охорони та обліку нерухомих пам’яток Національного заповідника «Києво-Печерська Лавра», інженер-будівельник, кандидат технічних наук, національний координатор ІККРОМ ;
Биков Володимир Борисович  (директор Сумської філії Державного підприємства «Державний науково-дослідний та проектно-вишукувальний інститут «НДІПРОЕКТРЕКОНСТРУКЦІЯ»;
Бокало Ігор Юрійович  (Кандидат архітектури, доцент кафедри архітектури та реставрації Інституту архітектури та дизайну Національного університету «Львівська політехніка»;
Гуцуляк Роман Борисович (Провідний науковий співробітник Національного заповідника «Софія Київська» );
Каплінська Мар’яна Василівна (Кандидат архітектури, завідуюча сектора архітектури Музею народної архітектури і побуту у Львові ім. Климентія ;
Карпів Василь Євгенійович (Художник-реставратор монументального живопису в пам’ятках архітектури, у складі науково-консультативної ради по охороні пам’яток історії та культури Львівської області);
Лиштва Надія Юріївна (Начальник управління з питань охорони культурної спадщини Дніпровської міської ради, архітектор);
Лопатько Володимир Михайлович (Архітектор-реставратор);
Прощенко Артем Анатолійович (Архітектор-реставратор, керівник Комплексної архітектурно-реставраційної майстерні «АРХЕ ВІСТА»);
Сікоза Денис Миколайович (Заступник начальника Херсонської обласної інспекції по охороні пам’яток історії та культури);
Стоянов Федір Федорович (Управління по роботі з ЮНЕСКО та охорони культурної спадщини Департаменту культури, міжнародного співробітництва та європейської інтеграції Одеської міської ради, начальник Управління – заступник директора Департаменту );
Тихонова Ольга Михайлівна (Інженер-проектувальник, технолог).

## Координація діяльності
В Україні діяльність ІККРОМ координується Міністерством культури та інформаційної політики України (МКІП). Це міністерство забезпечує:
Представництво України в ІККРОМ.
Організацію участі українських фахівців у міжнародних навчальних програмах та заходах.
Впровадження рекомендацій ІККРОМ у національну політику збереження культурної спадщини.[джерело?]

## Основні напрями співпраці
1. Освітні програми: Українські фахівці беруть участь у навчальних курсах ІККРОМ, що охоплюють реставрацію пам’яток архітектури, консервацію музейних експонатів та управління культурною спадщиною.
2. Дослідження та інновації: ІККРОМ сприяє розвитку наукових досліджень, пов’язаних із збереженням історичних об’єктів, впроваджуючи інноваційні методи консервації.
3. Технічна допомога: Україна отримує підтримку у розробці проектів реставрації та збереження пам’яток, зокрема в умовах збройного конфлікту.[джерело?]

## Значущі проєкти
Впровадження методик збереження архітектурних пам’яток, пошкоджених унаслідок воєнних дій.
Співпраця з ІККРОМ у рамках програм, спрямованих на збереження нематеріальної культурної спадщини.
Підготовка фахівців у галузі консервації історичних та культурних об'єктів.[джерело?]

## Роль ІККРОМ під час війни в Україні
У період війни з Росією ІККРОМ підтримує Україну, надаючи рекомендації та допомогу в оцінці стану пошкоджених пам’яток, а також у розробці стратегій їх збереження.[джерело?]